# Cicadula compressa
Cicadula compressa är en insektsart som beskrevs av Rao 1989. Cicadula compressa ingår i släktet Cicadula och familjen dvärgstritar. Inga underarter finns listade i Catalogue of Life.